# شمعية خضراء مغبرة
شمعية خضراء مغبرة (الاسم العلمي:Cereus glaucus) هي نوع من النباتات يتبع جنس الشمعية من الفصيلة الصبارية.